# Газові родовища Індонезії
Індонезія має значні запаси природного газу, які за оцінкою є треті за величиною в Азійсько-Тихоокеанському регіоні (після Австралії та Китаю), що становить 1,5 % загальних світових запасів газу (Статистичний огляд Світової енергетики 2015 від BP — BP Statistical Review of World Energy 2015).
Індонезія видобуває приблизно вдвічі більше природного газу, ніж споживає. Однак це не означає, що внутрішнє виробництво газу відповідає внутрішньому попиту. Фактично в Індонезії є дефіцит газу для вітчизняної промисловості. Державна компанія з транспортування та розподілення газу Perusahaan Gas Negara (PGN) невзмозі задовольнити внутрішній попит. У наслідок цього державна електроенергетична компанія Perusahaan Listrik Negara (PLN), найбільший внутрішній споживач газу, має структурну нестачу газу та змушена профілюватися на інші - більш дорогі і менш екологічні викопні види палива, як от нафта, для виробництва електроенергії. Однак відключення електрики часто трапляються по всій країні (зокрема, за межами великих міст на Яві), тим самим завдаючи шкоди промисловості країни. Більше того, майже 80 мільйонів індонезійців ще не мають доступу до електроенергії, про що свідчить відносно низький рівень електрифікації в Індонезії — 84,1 % (2014 рік).
Більшість центрів (родовищ) видобутку газу в Індонезії є офшорні, тобто розташовані на континентальному шельфі. 
| Рік                  | 2006 | 2007 | 2008 | 2009 | 2010 | 2011 | 2012 | 2013 | 2014 | 2015 |
| -------------------- | ---- | ---- | ---- | ---- | ---- | ---- | ---- | ---- | ---- | ---- |
| Виробництво, млрд м³ | 74.3 | 71.5 | 73.7 | 76.9 | 85.7 | 81.5 | 77.1 | 72.1 | 73.4 | 75,0 |
| Витрата, млрд м³     | 36.6 | 34.1 | 39.1 | 41.5 | 43.4 | 42.1 | 42.2 | 36.5 | 38.4 | 39.7 |

Джерело: Статистичний огляд BP World World Energy 2016

## Список
Список родовищ газу Індонезії.
| укр.                                  | англ.                 | Басейн |
| ------------------------------------- | --------------------- | ------ |
| Абаді (газоконденсатне родовище)      | Abadi gas field       |        |
| Арун (газоконденсатне родовище)¹      | Arun gas field        |        |
| Бадак (нафтогазоконденсатне родовище) | Badak gas field       | Кутай  |
| Натуна (газове родовище)              | East Natuna gas field |        |
| Нілам (газове родовище)               | Nilam gas field       | Кутай  |
| Печіко (газонафтове родовище)         | Peciko gas field      |        |
|                                       | Tangguh gas field     |        |
| Туну (газоконденсатне родовище)       | Tunu gas field        | Кутай  |
| Ворвата (газове родовище)             | Vorwata gas field     |        |

Примітки: ¹) — вичерпане.